# 霊松寺 (大町市)
霊松寺（れいしょうじ）は長野県大町市大町にある曹洞宗の寺院。本尊は釈迦如来。山号は功徳林大洞山。長野県で最古の曹洞宗寺院である。仁科三十三番札所の18番札所である。

## 歴史
応永11年（1404年）、仁科盛忠が祖先の仁科盛遠の菩提を弔うため創建し、以後仁科氏累代の菩提寺となった。開山は總持寺2世の峨山韶碩の高弟（峨山五哲）の実峰良秀（? - 1408年）。2世はその弟子にあたる中明見方（? - 1440年）である。天正9年（1581年）には仁科盛信が禁制を掲げている。慶安2年（1649年）徳川家光より朱印10石を安堵された。弘化4年（1847年）の善光寺地震では建物が倒壊し炎上している。
明治11年（1878年）、廃寺となった松川村の大和山観勝院の山門を移築した。

## 伽藍・境内
- 本堂
- 庫裏
- 山門（長野県宝）
- 総門
- 鐘楼

## 交通アクセス
- 安曇野ICから車で45分、長野ICから車で60分
- JR大糸線信濃大町駅から車で10分

## 所在地
- 本坊 大町市大町山田町6665番地
- 社務所 大町市大町白塩町1076番地5